# Роберто Оливети
Роберто Оливети (на италиански: Roberto Olivetti) е италиански предприемач и мениджър на Оливети, един от основните архитекти на трансформацията ѝ от металообработваща компания в компания, занимаваща се с електроника. Той е най-големият син на Адриано Оливети – едно от основните действащи лица на 20 век в Италия и е внук на Камило Оливети – създателят на първата фабрика за пишещи машини в Италия.
Името му е свързано с развитието на професионалната електроника в Италия.
Роберто е съосновател и президент на Генералното дружество за полупроводници (Società Generale Semiconduttori, накратко SGS) – италианска компания, оперираща в проектирането и изграждането на интегрални схеми, по-специално на диоди и транзистори за производство на компютри и телекомуникационно оборудване.

## Биография
Роберто Оливети е роден в град Торино, Пиемонт, Кралство Италия на 18 март 1928 г. Той е най-големият син на Адриано Оливети – собственик на компанията Оливети, по онова време произвеждаща механични калкулатори, и на първата му съпруга Паола Леви – еврейка, сестра на писателката Наталия Гинзбург и на приятеля и колега на Адриано – Джино Леви Мартиноли. Има две по-малки сестри – Лидия (* 1933, † 2018) и Анна (* 1937), родена от връзката на майка му с писателя и художника Карло Леви и припозната от баща им. Има и една по-малка полусестра – Лаура Адриана (* 6 декември 1950, † 19 декември 2015) от втория брак на баща му с Грация Галети.
След развода на родителите си през 1938 г. той живее предимно с майка си Паола и със сестрите си Лидия и Анна, особено в годините, когато баща им е политически изгнаник в Швейцария (1944 – 1945).
Учи в Класическия лицей към Института на отците сколопи в Манастира на Св. Бартоломей (познат и като Badia Fiesolana) близо до град Фиезоле (Тоскана).
След това следва във Факултета по икономика и търговия на Университет „Бокони“ в Милано, където защитава дипломна работа по методологическа статистика на 28 юни 1952 г.
След дипломирането си Роберто отговаря за филиала на Оливети в град Верона в продължение на година, след което отива в САЩ и специализира бизнес администрация в Харвардския университет в Бостън през 1954 г.
След завръщането си в Италия през 1955 г. той става сътрудник на Генералната административна дирекция на Оливети и има задачата да осъществи навлизането на дружеството в областта на електронните изчисления. Именно на него се дължи фактът, че Оливети в края на 60-те и началото на 70-те години поема по пътя на преодоляване на традиционния имидж на фабрика за калкулатори и пишещи машини, за да започне да се превръща във водеща компания в областта на офисната автоматизация.
Роберто разработва изцяло характерната за баща му Адриано матрица, индустриална и културна едновременно чрез иновация в дългосрочен план на продуктите, процесите и подбора на хора. Той следи с интерес пионерските разработки на Лабораторията за електронни изследвания на Оливети в квартал Барбаричина в град Пиза, по-късно преместена в квартал Борголомбардо на град Сан Джулиано Миланезе и впоследствие в градчето Преняна Миланезе. Роберто съдейства за нейното откриване през 1955 г. и я подкрепя активно занапред. Начело на лабораторията е назначен инженер Марио Джу – син на служител в Китайското посолство в Рим. През 1957 г. тя създава работещ прототип, а в края на 1959 г. представя на пазара Elea 9003 (последвана от 6001 и 4001) – първата машина на света изцяло от транзистори и първата изчислителна машина, направена в Италия. Elea 9003 предлага производителност, напълно конкурентна по онова време на продуктите на големите световни производители.
Пионерската роля на Роберто Оливети в областта на италианската електроника придобива нови измерения, когато става президент на SGS (Società Generale Semiconduttori), основана в на 16 октомври 1957 г. в град Аграте Брианца от Оливети и Telettra в сътрудничество с американската Fairchild Semiconductor. През 1968 г. Fairchild прекратява партньорството и Оливети продава компанията на италианския холдинг STET – финансовото дружество на италианското телекомуникационно дружество IRI. На 29 декември 1972 г. SGS се слива с италианската ATES, произвеждаща и сглобяваща електронни и електромеханични компоненти, и така се ражда SGS-Ates Electronic Components. Последната по-късно става SGS Microelettronica – единствената италианска компания, работеща в сферата на производството на полупроводникови устройства. Тя впоследствие става италианско-френска мултинационална компания с името STMicroelectronics.
През 1957 г. Роберто се жени за Витория Берла (Vittoria Berla) – сестра на негов сътрудник, културна и образована жена, но бракът трае едва 1 година.
През 1958 г. той става Генерален административен директор на Оливети.
През 1960 г. в Лондон се жени за миланската актриса и певица Анна Ногара (Anna Nogara), от която има дъщеря Дезире с кръщелното име Лавиния (Desire Lavinia Olivetti; * 6 юни 1963) – бъдеща педагожка, която от 2016 г. е вицепрезидентка на Фондация „Адриано Оливети“.
Известно време след неочакваната смърт на баща си през 1960 г. и след трагичната смърт на инженер Марио Джу на 37-годишна възраст през 1961 г. Роберто придобива по-голяма роля в Оливети и през 1962 г. става неин Главен изпълнителен директор заедно с братовчед си Камило. Той е на тази длъжност до 1964 г. През 1962 г. е създаден Отдел „Електроника“ на Оливети, в който се влива и Лабораторията за електронни изследвания. Роберто се бори активно срещу продажбата на отдела. Финансовите затруднения на дружеството водят до това, че скоро неговата длъжност е дадена на Аурелио Печеи, подкрепян от новите акционери на Оливети (Пирели, Фиат, Медиобанка, IMI, Ла Чентрале). На 31 август 1964 г. 75% от Отдел „Електроника“ на Оливети е продаден на американската корпорация Дженерал Илектрик.
След смъртта на баща си Адриано през 1960 г. Роберто е председател на Триеналето на Милано през 1962 г., сътрудничи с Националния институт по градоустройството (Istituto Nazionale di Urbanistica), ръководи основаното от баща му Издателство на Общността (Edizioni di Comunità) и популяризира културни и редакторски инициативи, включително създаването на издателство „Аделфи“ (Adelphi). През 1962 г. заедно с най-близките членове на сем. Оливети основава Фондация „Адриано Оливети" с цел да събира и развива гражданския, социалния и политическия ангажимент, отличаващ работата на Адриано Оливети през целия му живот.
Между 1962 и 1964 г. Роберто остава в тесен контакт с малката група на изследователи от групата на Елеа начело с инж. Пиер Джорджо Перото, който разработва настолния програмируем калкулатор Programma 101 и който намира в Роберто валиден събеседник в компанията в подкрепа на проекта. Programma 101 е представен през 1965 г. в Ню Йорк и е приветстван като първият настолен програмируем калкулатор света.
През 1967 г. Роберто се завръща като Главен изпълнителен директор на Оливети заедно с Бруно Йарах. Присъствието на двама директори отразява, според самия Перото, трудностите в управлението, с които се сблъсква Оливети. През 1971 г. той напуска тази длъжност, но остава вицепрезидент на дружеството и впоследствие член на Управителния му съвет.
Неговият мениджърски ангажимент го довежда до Управителните съвети на Конфиндустрия (основната представителна организация на италианските производствени компании и на тези в сферата на услугите), Bank of America, Mediocredito centrale, Cigahotels и изд. Фелтринели.
През 1976 г. Роберто се кандидатира за Републиканската партия, на която е привърженик.
През 1978 г. (или в края на 1977 според други източници) напуска Оливети и става Генерален директор на Fi.Me (Finanziaria Meridionale) в Рим – финансово дружество в подкрепа на проектите за индустриалното развитие на Южна Италия. Заема поста до 1981 г.
През 1982 г. става президент на Фондация „Адриано Оливети“. Заема тази длъжност до внезапната си смърт на 57-годишна възраст на 27 април 1985 г. в Рим. Там той живее с третата си съпруга – графиня Елиза-Мария Бучи Казари (Elisa-Maria Bucci Casari), за която се жени през 1983 г.

## Произведения
- R. Olivetti, Nuove macchine Olivetti per la gestione contabile e scientifica, in Stile industria. Rivista internaz. di disegno industriale, 1962, n. 37, pp. 3 s.
- Verso una società dell' informazione - Il caso giapponese (a cura di Japan Computer Usage Development Institute, intoduzione di Roberto Olivetti), Edizioni di Comunità, 1974

## Архив
Документацията, предоставена от Роберто Оливети по време на живота му и през периода на дейност в семейния бизнес (1944 - 1986 г.), се съхранява в Асоциацията на Историческия архив на Оливети.